# 穆蘭卡郡

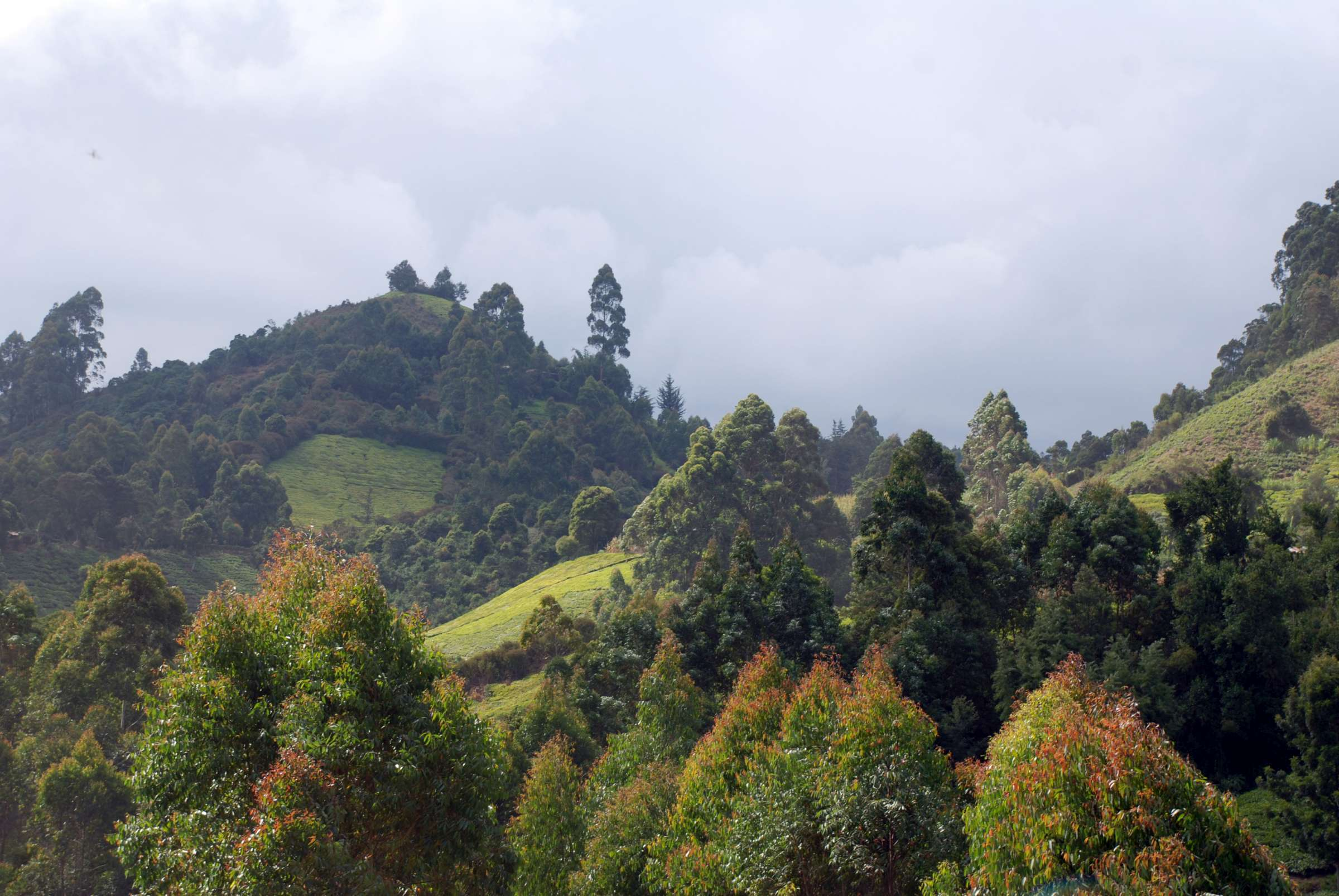

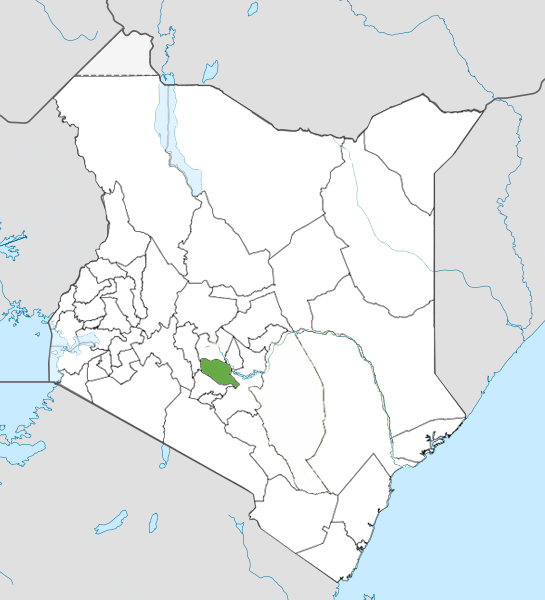

穆蘭卡郡，是肯尼亞的一個郡，位於該國中部，由中部省負責管轄，首府設於穆拉雅，始建於2013年3月4日，面積2,325.8平方公里，2009年人口942,581，人口密度每平方公里405.27人。